# Aleuroplatus dorsipallidus
Aleuroplatus dorsipallidus es un insecto hemiptero de la familia Aleyrodidae y la subfamilia Aleyrodinae.
Aleuroplatus dorsipallidus fue descrita científicamente por primera vez por Martin en 1988.